# NGC 1139
NGC 1139 je galaksija u zviježđu Eridan.

## Vanjske poveznice
- SEDS: NGC 1139